# Afrarchaea haddadi
Afrarchaea haddadi es una especie de arácnido perteneciente al género Afrarchaea, dentro de la familia Archaeidae, del orden de las arañas.

## Distribución
La especie se distribuye por Sudáfrica.

## Taxonomía
Fue descrita científicamente por Leon N. Lotz en 2006. 